# На краю света (фильм, 1999)
«На краю света» (пол. Na koniec swiata) — польский фильм 1999 года режиссёра Магдалены Лазаркевич.
Сюжет фильма вольно, с переносом в эпохах и странах, построен по мотиву романа Эмиля Золя «Тереза Ракен».
Главные роли в фильме исполнили польская певица Юстина Стечковская и российский актёр Александр Домогаров.

## Сюжет
Начало XX века. Русский Харбин. Молодая семья польских эмигрантов — работающий на строительстве КВЖД Камиль, его мать Ядвига и его жена Тереза, знакомятся с Виктором — русским художником.
Тереза несчастна в вынужденном браке — сирота, когда-то найденная у убитой при разгоне демонстрации матери, она всю жизнь находится под тиранией властной воспитательницы Ядвиги — ставшей и её свекровью выдав замуж за своего сына Камиля, с которым Тереза выросли как брат и сестра.
Девушку притягивает страстный и необузданный нрав Виктора, и она отдается во власть этого нового для неё чувства… впереди их ждёт любовная драма, когда в Викторе просыпается ревность и мстительность.

## В ролях
В главных ролях:
- Юстына Стечковская — Тереза
- Александр Домогаров — Виктор
- Иоанна Жулковская — Ядвига

В остальных ролях:
- Тадеуш Шимкув — Габриэль
- Дарюш Точек — Камиль, сын Ядвиги, муж Тересы
- Мацей Козловский — нотариус Давид
- Лех Лотоцкий — отец Терезы
- Изабела Куна — натурщица Виктора
- Мария Мамона — монахиня
- Паулина Хольц — монахиня
- Малгожата Рожнятовская — монахиня
- Сильвия Новичевская — Анелька
- Яцек Миколайчак — Ян, муж Ядвиги
- Ежи Лазевский — жандарм
- Дариуш Пик — солдат
- Илья Змеев — солдат
- Эугенюш Малиновский — русский певец
- Павел Мария Долевский — врач
- Роман Гутек — ксёндз
- Нам Буи Нгок — фотограф
- Батжаргал Балган — кучер

## Саундтрек
Специально для фильма исполнительница главной роли Юстина Стечковская написала одноимённую песню, слова Эдиты Бартосевич.